# Johan Conrad Spengler

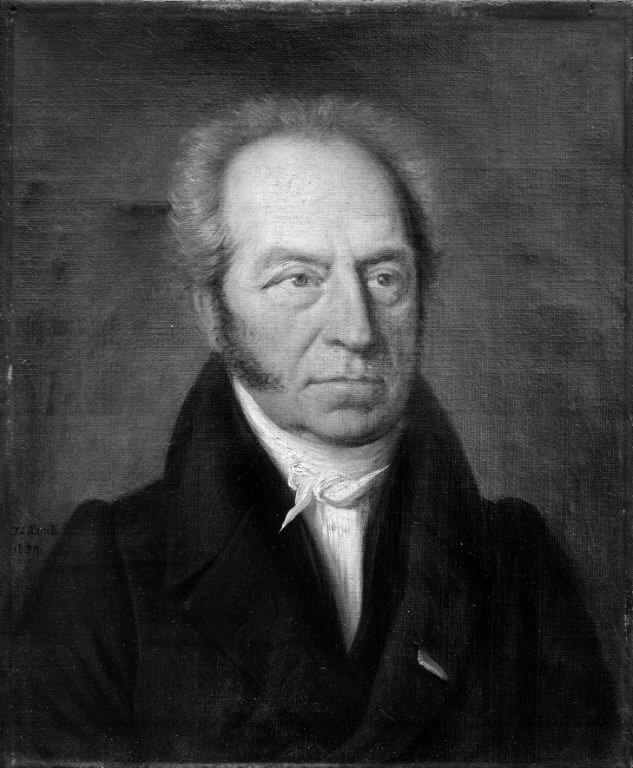
Johan Conrad Spengler

Johan Conrad Spengler, auch Johann, (* 22. Juli 1767 in Kopenhagen; † 1. März 1838 in Kopenhagen) war ein dänischer Kunsthistoriker, Kunstkammerverwalter und der Sohn von Lorenz Spengler.

## Ausbildung
Nachdem Johan Conrad Spengler die Königlich Dänische Kunstakademie beendet hatte, reiste er von 1787 bis 1790 im Ausland umher, um die Kunst in Frankreich, Italien und England zu studieren. Damit war er nach seiner Rückkehr nach Dänemark in der Lage, das Büro seines Vaters Lorenz Spengler als Kunstkammerverwalter zu übernehmen und dessen Nachfolge anzutreten.
Beim Brand im Schloss von Christiansborg am 26. Februar 1794 rettete Spengler mit einigen Schutzwachen eine beträchtliche Anzahl von Gemälden der königlichen Sammlung und die Schätze der Kunstkammer aus dem königlichen Palast.

## Handelstätigkeit
Neben seinem Geschäft mit der Kunstkammer war Spengler seit vielen Jahren in der Handelsbranche tätig. Als er nach einer Kurzreise vom Ausland zurückkehrte, übernahm er einen Auftrag des Büros seines Schwagers, Johann Jacob Fröhlich. Im Winter 1794/95 reiste er in dieser Angelegenheit durch Schweden nach Norwegen, wo Spengler und sein Schwager 1798 unter königlicher Erlaubnis mit wertvoller Fracht nach Ostindien aufbrachen. Sie wurden jedoch im März 1799 auf See von französischen Freibeutern geentert und nach Bordeaux verschifft. Wegen des lange währenden Verfahrens zur Freigabe ihrer Fracht verlor diese massiv an Wert, weswegen sich Spengler dazu entschied, unverzüglich nach Kopenhagen zurückzukehren. In seiner Heimatstadt angekommen, widmete er sich wieder vollumfänglich seiner Arbeit im Museum.
Nach dem Tode seines Schwagers übernahm Spengler die Verwaltung der Handelskammer solange, bis dessen Töchter die Volljährigkeit erreicht haben.

## Kunstkammer
Im Jahr 1803 unternahm Spengler eine Reise nach Berlin, Dresden und Wien, um die dortige Kunst zu studieren.
Als sein Vater im Jahr 1807 verstarb, übernahm Spengler dessen Kunstkammer.
Um 1820 kam Spengler durch eine Umlagerung an einen Teil der königlichen Kunstsammlung und beschloss daraufhin eine Privatsammlung zu eröffnen. Die Kunstkammer, die sich nach dem Ausschluss einiger Werke zu Gunsten von Spenglers Privatsammlung verkleinert hatte, wurde ans Statens Museum for Kunst verwiesen.
1825 wurde Spengler der Inspektor des Statens Museum for Kunst und deren Sammlung und war ab 1837 die Ansprechperson des Direktors. Spengler wurde 1825 Mitglied des Justizrates, 1829 zum Ritter von Dannebrog geschlagen und schließlich 1837 Stadtrat von Kopenhagen.
Seit 1817 war er ebenfalls Mitglied der „royalen dänischen Gesellschaft für vaterländliche Historik“.
Neben verschiedenen kunsthistorischen Abhandlungen hatte Spengler 1827 auch einen Katalog über den Brand im Schloss von Christiansborg veröffentlicht.

## Kunstsammlung und Tod
Spengler war zeit seines Lebens mit keiner Frau liiert und wohnte mit seiner Schwester zusammen, welche sein Interesse für die Kunst mit ihm teilte.
Nach dem Tod seiner Schwester im Jahre 1835 verschlechterte sich die Gesundheit Spenglers stetig und nur 4 Jahre später, am 1. März 1839, verschied Johan Conrad Spengler schließlich.
Johan Conrad Spengler hinterließ eine bedeutsame Sammlung von Handzeichnungen nationaler wie auch internationaler Künstler.
Sein Erbe wurde an den Staat übertragen und der größte Teil der Handzeichnungen internationaler Künstler wurden bei Auktionen im Ausland versteigert.
| Personendaten    | Personendaten                                      |
| ---------------- | -------------------------------------------------- |
| NAME             | Spengler, Johan Conrad                             |
| ALTERNATIVNAMEN  | Spengler, Johann Conrad                            |
| KURZBESCHREIBUNG | dänischer Kunsthistoriker und Kunstkammerverwalter |
| GEBURTSDATUM     | 22. Juli 1767                                      |
| GEBURTSORT       | Kopenhagen                                         |
| STERBEDATUM      | 1. März 1838                                       |
| STERBEORT        | Kopenhagen                                         |